# دة شهدوست (مقاطعة فهرج)
دة شهدوست (بالفارسية: ده شهدوست) هي قرية تقع في ناحية نغين كوير في إيران. يقدر عدد سكانها بـ 19 نسمة بحسب إحصاء 2016.